# New York style salsa
Salsa New York Style on 2 to odmiana salsy. Szczególnie wyjątkowe w prawdziwym Salsa New York Style (w Nowym Jorku jeszcze ciągle nazywanym mambo), jest akcentowanie "na 2", a nie "na 1" lub "na 3", jak w innych odmianach salsy.
Salsa New York Style on 2 to styl cross-body, czasem nazywany mambo on 2 lub salsa on 2. Stworzony w latach 70. przez Eddiego Torresa (urodzonego w Portoryko) przez połączenie oryginalnego mambo z latin hustle i innymi stylami tańca takimi jak pachanga i boogaloo. Od tego czasu rozwinął się pod wpływem między innymi tańca jazzowego, tańca współczesnego, tańców afrokubańskich. Tańczony jest w rytmice na 2 (tzw. break on2), partner rozpoczyna krok lewą nogą w miejscu na pierwsze uderzenie w takcie. Partnerka zaczyna swój krok na pierwsze uderzenie w takcie prawą także w miejscu. Zmiana kierunku ruchu (czyli break) następuje na drugie uderzenie w takcie – stąd nazwa – salsa na 2. Za największych innowatorów tego stylu po Eddiem Torresie uważa się m.in. Frankiego Martineza i Juana Matosa. Styl ten jest dla niewprawnego obserwatora dość podobny do stylu Los Angeles. O ile jednak styl Los Angeles jest bardziej dynamiczny i sportowy to styl New York jest bardziej delikatny, zmysłowy i płynny, akcentujący przez kroki lub ruch ciałem elementy rytmiczne w muzyce. W stylu nowojorskim raczej nie stosuje się figur akrobatycznych.
Taneczny układ kroków "New York style salsa":
Mężczyzna:
1. Lewa noga krok w miejscu – na 1
2. Prawa noga krok do tyłu (break – czyli zmiana kierunku ruchu) – na 2
3. Lewa noga krok w miejscu – na 3
4. Pauza – na 4 – teoretycznie nic się nie dzieje, praktycznie: spójrz na przypis pod rozliczeniem
5. Prawa noga krok do przodu – na 5
6. Lewa noga krok do przodu (break) – na 6
7. Prawa noga krok w miejscu – na 7
8. Pauza – na 8 – przypis jak na 4
9. Lewa noga krok do tyłu – na 1
10. = 2.

Kobieta:
1. Prawa noga krok w miejscu – na 1
2. Lewa noga krok do przodu (break) – na 2
3. Prawa noga krok w miejscu – na 3
4. Pauza – na 4
5. Lewa noga krok do tyłu – na 5
6. Prawa noga krok do tyłu (break) – na 6
7. Lewa noga w miejscu – na 7
8. Pauza – na 8
9. Prawa noga krok do przodu – na 1
10. = 2.Całość opisana powyżej rozpoczyna się od momentu całkowitego rozpoczęcia tańca. Dalszy ruch odbywa się poprzez zastąpienie punktu numer 1 punktem numer 9. Styl nowojorski na 2 (tzw. mambo on2) charakteryzuje się dużą płynnością, zwolnieniami i przyśpieszeniami. W przeciwieństwie do równo "pociętego" stylu LA na 1, gdzie każdy krok jest na wyraźne uderzenie w muzyce. W praktyce oznacza to, że w NY pauza jest przechodzona, czyli uderzenia 3 i 4 oraz 7 i 8 są łączone, przeciągane. Mówiąc najprościej - pauza jest na 4 i 8 w powietrzu, a wyznacza ją uniesiona noga przy nodze na której stoimy. Postawienie lewej nogi w "męskim" 1 tak naprawdę zaczyna się na 7, 8 (noga w górze) i trwa aż do 1 uderzenia, podobnie przeniesienie nogi w powyższym kroku podstawowym na 5 praktycznie zaczyna się już na 3, 4 (noga w górze) i trwa aż do 5 uderzenia. To tak jak byś my mieli powiedzieć na 1 - szybki, na 2 - szybki, na 3 - wolny i na 5 - szybki, na 6 - szybki, na 7 - wolny. Przez taki zabieg uzyskuje się wrażenie płynności, tzw. smooth style. Podsumowując: ruch 3 i 7 trwa dwa uderzenia i jest rozciągnięty, stąd można liczyć: 1, 2, 3 iiii 4 i 5, 6, 7 iiii 8 i 1 … itd. Ważnym elementem jest również to, że przez cały taniec stopy się nie zrównują nigdy "na baczność", czyli inaczej niż w LA gdy ta postawa już występowała na 3 i na 7. Tutaj stopy się cały czas mijają, na 5 prawa stopa wyprzedza lewą, tak jak na 1 lewa stopa ląduje tuż za prawą. Styl New York on2 jest stylem który daje najwięcej możliwości Stylingu ze wszystkich odmian Salsy. Ruchy rąk przy przygotowaniu obrotów wykorzystują naturalny ruch ciała wynikający z kroków i breaku tego stylu Salsy - a pauza pozostaje wolna do wszelkiego ruchu ramion i wstawiania ozdobników. Żaden styl Salsy nie daje tak wiele możliwości i swobody jak New York Styl on2 - dowodem na to jest fakt że tańczą go głównie największe gwiazdy salsy typu: Frankie Martinez, Juan Matos, Yamulee Dance Company, Taitienne Walter, Neeraj Maskara, Karima Alem, Hacha y Machete … To SALSA New York Style on2 ze względu na to jak wiele daje tancerzom, zdominowała Światowej Klasy Pokazy Salsy. Z uwagi na wiele elementów na które należy zwracać uwagę styl "Salsa NY Style" uważany jest za jeden z najtrudniejszych do nauczenia i poprowadzenia (być może właśnie dlatego gwiazdy upodobały sobie właśnie ten, a nie inny styl...)

W latach 60. XX wieku w dzielnicach kulturalnej "mieszanki" Nowego Jorku, najróżniejsze style taneczne zmieszały się ze sobą i tak powstała salsa. Jej składnikami były: kubański son, rumba i cha-cha, bomba i plena z Puerto Rico i przede wszystkim mambo. Tak powstała szybka mieszanka "Salsa New York Style": szybkie kombinacje kroków i efektowne obroty (wywodzące się z północnoamerykańskich tańców hustle, swing), zmiany między tańcem w parach a elementami solowymi (wpływy portorykańskie). Ruchy są łagodne, eleganckie. Kobiety cechuje w tym stylu zmysłowość, natomiast styling męski jest elegancki i męski. Kobieta w tym stylu jest w centrum i to do niej należą liczne, szybkie obroty i seksowne ruchy. Uważa się, że ta odmiana salsy jest najbardziej ambitna.